# Lauttasaari (ö i Lappland, Norra Lappland, lat 68,95, long 28,00)
Lauttasaari, nordsamiska: Puárreesuáloi, är en ö i Finland. Den ligger i sjön Enare träsk och i kommunen Enare i den ekonomiska regionen Norra Lappland och landskapet Lappland, i den norra delen av landet, 1 000 km norr om huvudstaden Helsingfors. Öns area är 4,3 hektar och dess största längd är 420 meter i öst-västlig riktning.